# Chlorbutanole
Chlorbutanole sind chemische Verbindungen, die sich formal von den Alkanen ableiten. Hier sind ein oder mehrere Wasserstoffatome durch Chloratome und Hydroxygruppen ersetzt. Das Alkangerüst besteht aus vier Kohlenstoffatomen und kann sowohl geradkettig (n-Butan) als auch verzweigt (Isobutan, bzw. 2-Methylpropan) sein.

## Beispiele

4-Chlorbutan-1-ol

1,1,1-Trichlor-2-methyl-2-propanol

- 4-Chlorbutan-1-ol: ein einfach chloriertes n-Butanol, das als großtechnisches Zwischenprodukt durch Umsetzung von Tetrahydrofuran mit Chlorwasserstoff hergestellt wird.[1]
- 1,1,1-Trichlor-2-methyl-2-propanol: ein dreifach chloriertes Isobutanol, das unter dem internationalen Freiamen Chlorobutanol Verwendung in der Medizin findet und als kosmetischer Inhaltsstoff CHLOROBUTANOL (INCI)[2] eingesetzt wird.